# Визе, Леопольд фон
Леопольд фон Визе (нем. Leopold Max Walther von Wiese und Kaiserswaldau, 2 декабря 1876[…], Клодзко — 11 января 1969[…], Кёльн, Северный Рейн-Вестфалия) — немецкий социолог, представитель формальной школы в социологии. Один из участников создания Немецкого социологического общества.

## Биография
Родителями Леопольда фон Визе были прусский капитан, из силезского дворянского рода,  Бенно Каспер Леопольд фон Визе и Кайзерсвальдау (+ 20 сентября 1843 г. - † 23 июня 1886 г.) и его жена Анна Элен фон Рабенау (род. 10 июня 1855 г.). 
Школьное образование Леопольд получил в кадетских училищах в Вальштате и Лихтерфельде, покинул кадетский корпус после восьми очень несчастливых лет. Затем он изучал экономику в Университете Фридриха Вильгельма в Берлине и получил там докторскую степень в 1902 году. Был научным секретарем «Института общего блага » во Франкфурте-на-Майне. В 1905 году стал преподавателем экономики в Берлинском университете. В 1906 году профессор политологии в Королевской академии в Познани, в 1908 году перешел в Ганноверский технологический университет в качестве профессора экономики и экономики промышленности. В 1912 году стал директором по исследованиям «Академии муниципального управления» в Дюссельдорфе, а в 1915 году — профессором Кёльнского коммерческого колледжа.
В 1919 году фон Визе был назначен директором «Научно-исследовательского института социальных наук» в Кёльне и профессором экономической политологии и социологии Кёльнского университета. Таким образом, он возглавил первую кафедру социологии в Германии. Он был директором отдела социологии «Института социальных исследований», основанного по инициативе мэра Конрада Аденауэра. С 1921 г. издавал Кёльнский ежеквартальный журнал социальных наук, который существует даже и до сего дня под названием «Кёльнский журнал социологии и социальной психологии».
После 1933 года уехал в США, где работал в Гарвардском и Висконсинском университетах. 
В 1945 году переехал в ФРГ, вёл преподавательскую и научную деятельность в университетах Бонна и Майнца.
В своих трудах фон Визе представлялся сторонником формальной социологии, где наблюдалось влияние трудов Г. Зиммеля. Леопольд видел цель социологии в исследовании всеобщих форм социальных явлений. Он противопоставлял свою концепцию теории Карла Маркса, не зацикливаясь на историческом содержании социальных явлений. В основу своей теории Леопольд фон Визе поставил социологию отношений. На его взгляд само общество всего лишь абстракция, а существует только «социальное», или как бы «межчеловеческое», которое составляет огромный комплекс отношений между людьми. При этом отношения между конкретными людьми, на взгляд социолога, становилось результатом определённых социальных процессов.
Визе исходил из понятий социальной дистанции, оформляя свой взгляд на типологию социальных процессов и отношений, из которых как совокупность отношений образуются другие социальные структуры. Такие структуры фон Визе классифицировал по степени их длительности и абстрактности: конкретные и краткоживущие группы; абстрактные и длительные группы — народ, нация; группы с непосредственными взаимоотношениями — семья; абстрактные коллективы — государство, церковь. Идеи социолога оказали существенное влияние на социологию буржуазии, хотя и подвергались критике.

## Основные труды
- Leopold von Wiese. System der allgemeinen Soziologie…, 3 Aufl. — Berlin, 1955. («Система общей социологии»)
- Leopold von Wiese. Das Soziale im Leben und Denken. — Köln, 1956. («Социальное в жизни и в размышлении»)
- Leopold von Wiese. Philosophie und Soziologie. — Berlin: Duncker & Humblot, 1959. («Философия и социология»)
- Leopold von Wiese. Wandel und Beständigkeit im sozialen Leben. — Berlin, 1964. («Перемены и стабильность в общественной жизни»)
- Leopold von Wiese. Soziologie. Geschichte und Hauptprobleme, 8 Aufl. — Berlin, 1967. («Социология. История и главные проблемы»)

## Переводы на русский язык
- Идеациональное и чувственное искусство: к учению П. Сорокина о флуктуациях его форм / Пер. с нем. Н. А. Головина. // Журнал социологии и социальной антропологии, 24(3): 23-37.
- Идеациональная и чувственная культура: к учению П. Сорокина о динамике социальной жизни / Пер. с нем. Н. А. Головина. // Журнал социологии и социальной антропологии, 24(3): 38-57.